# Mistrzostwa Polski w Szermierce 2020
Mistrzostwa Polski w Szermierce 2020 – 91. edycja indywidualnie i 80. edycja drużynowych mistrzostw Polski odbyła się w dniach 10-11 października w Śremie (szabla), Rydzynie  (floret) i Wrocławiu (szpada)

## Medaliści

### kobiety
| Konkurencja:            | Złoto:                                                                              | Srebro:                                                                                         | Brąz:                                                                                               |
| Medalistki indywidualne |                                                                                     |                                                                                                 | |
| floret                  | Katarzyna Lachman (AZS AWF Poznań)                                                  | Martyna Synoradzka (AZS AWF Poznań)                                                             | Marika Chrzanowska (AZS UAM Poznań) Aleksandra Jeglińska (AZS AWF Warszawa)                         |
| szabla                  | Małgorzata Kozaczuk (AZS AWF Warszawa)                                              | Angelika Wątor (Zagłębiowski Klub Szermierczy)                                                  | Zuzanna Cieślar (Zagłębiowski Klub Szermierczy) Bogna Jóźwiak (OŚ AZS Poznań)                       |
| szpada                  | Renata Knapik-Miazga (AZS AWF Kraków)                                               | Magdalena Piekarska-Twardochel (AZS AWF Warszawa)                                               | Alicja Klasik (RMKS Rybnik) Gloria Klughardt (Szpada Wrocław)                                       |
| Medalistki drużynowe    |                                                                                     |                                                                                                 | |
| floret drużynowo        | KS AZS-UAM Poznań Marika Chrzanowska Martyna Długosz Hanna Łyczbińska Julia Walczyk | AZS AWF Poznań Martyna Jelińska Katarzyna Lachman Martyna Synoradzka Aleksandra Wieczorek       | Warta Muszkieterowie Poznań Zofia Bronikowska Katarzyna Matysiak Kinga Pijaczyńska Marta Łyczbińska |
| szabla drużynowo        | ZKS Sosnowiec Zuzanna Cieślar Karolina Cieślar Karolina Walczak Angelika Wątor      | KS Karabela Klaudia Malgrem Marta Okine Małgorzata Turek Zuzanna Wróbel                         | TMS Sosnowiec I Zuzanna Lenkiewicz Paulina Porada Zuzanna Porada Marta Puda                         |
| szpada drużynowo        | AZS AWF Kraków Barbara Brych Renata Knapik-Miazga Anna Polis Aleksandra Zamachowska | AZS AWF I Warszawa Magdalena Piekarska-Twardochel Magdalena Pawłowska Marta Białek Kamila Pytka | AZS Wratislawia Karolina Mazanek Anna Mroszczak Barbara Rutz Paulina Wilaszek                       |

### mężczyźni
| Konkurencja:           | Złoto:                                                                                     | Srebro:                                                                                          | Brąz:                                                                                   |
| Medaliści indywidualni |                                                                                            |                                                                                                  |                                                                                         |
| floret                 | Leszek Rajski (Wrocławianie)                                                               | Mikołaj Rudnicki (AZS AWFiS Gdańsk)                                                              | Michał Majewski (AZS AWF Warszawa) Jan Jurkiewicz (Toruńska Akademia Floretu)           |
| szabla                 | Adrian Stanisławski (KKSZ Konin)                                                           | Mikołaj Grzegorek (MUKS VICTOR Warszawa)                                                         | Krzysztof Kaczkowski (Zagłębiowski Klub Szermierczy) Marcin Lipiński (AZS AWF Katowice) |
| szpada                 | Maciej Bielec (AZS Wratislavia)                                                            | Mateusz Antkiewicz (AZS Wratislavia)                                                             | Damian Michalak (Piast Gliwice) Bartosz Staszulonek (Piast Gliwice)                     |
| Medaliści drużynowi    |                                                                                            |                                                                                                  |                                                                                         |
| floret drużynowo       | AZS AWF Poznań Maciej Bem Bartosz Cegielski Adrian Wojtkowiak Bartosz Żurawski             | AZS AWF Warszawa I Szymon Czartoryjski Michał Majewski Jakub Surwiłło Jan Zakrzewski             | Wrocławianie Andrzej Rządkowski Radosław Pietrusiewicz Leszek Rajski Paweł Szumielewicz |
| szabla drużynowo       | MUKS VICTOR Warszawa Cezary Białecki Jakub Broniszewski Mikołaj Grzegorek Piotr Szczepanik | Zagłębiowski Klub Szermierczy Grzegorz Dominik Krzysztof Kaczkowski Michał Kochan Tomasz Dominik | KKSz Konin Hubert Glasner Kacper Nowinowski Adrian Stanisławski Olaf Stasiak            |
| szpada drużynowo       | AZS Wratislavia Maciej Bielec Daniel Marcol Wojciech Kolańczyk Bartłomiej Szurlej          | AZS AWF I Katowice Mateusz Antkiewicz Jan Bulandra Tomasz Kałuziński Jan Wenglarczyk             | Piast Gliwice Bartosz Staszulonek Damian Michalak Marcel Baś Mateusz Nycz               |